# Gondulphe de Tongres
Pour les articles homonymes, voir Gundulf.
Gondulphe (ou Gundulf), (v. 524 † v. 607) est un vice-roi d'Austrasie, puis un évêque de Tongres-Maastricht de 600 à 607.

## Biographie
Selon la Vita Gundulfi, rédigée au XIIe siècle, Gundulf se rattache à la branche des anciens rois de Cologne, issus du parricide Clodéric. Il est fils de Mundéric et frère de Bodogisel. Les deux frères Bodogisel et Gundulf ont été élevés à la cour du roi Clotaire Ier, probablement à Soissons.

« Gundulf, fils du regretté Mundéric, que le roi Theoderic fit mettre à mort, fut grand dans le royaume d'Austrasie, mais plus grand et plus noble devant Dieu. Il fut nourri avec le duc Bodogisel, son frère, dans le palais du roi Clotaire ; alors qu'il se voyait comblé d'honneurs par le roi Théodebert, il dit dans sa vieillesse à Arnulfus, fils de Bodogisel : `écoute-moi, neveu bien-aimé. Le jugement de Dieu a commencé quand il a permis que Mundéric pérît par le glaive, lui, le fils du parricide Clodéric. Prions le Christ qu'il éloigne de nos têtes la colère à venir, car le Tout-Puissant a dit : Je châtierai vos iniquités jusqu'à la troisième et la quatrième génération’. Abandonnant le siècle, il embrassa la vie monastique, et après la mort de Monulphus, comme il atteignait l'âge de soixante-seize ans, il fut élu par tous les habitants de Tongres, et consacré évêque. »

— Vita Gundulfi.
Après le partage du royaume franc à la mort de Clotaire Ier, Gundulf passe au service du nouveau roi d'Austrasie, Sigebert Ier, puis à celui de ses successeurs, Childebert II et Thibert II. Ce dernier le fait vice-roi d'Austrasie dès son avènement, en 596.
À la même époque, il devient le précepteur de son petit-neveu Arnulf, orphelin depuis la mort de son père Bodogisel en 589. Comblé d'honneurs, il abandonne ses privilèges à la cour pour se réfugier dans la vie monastique. Alors qu'il est âgé de soixante seize ans, les habitants de Tongres le choisissent comme évêque, vers 600. Il meurt sept ans plus tard.

## Hypothèses généalogiques
Le témoignage de la Vita Gundulfi concernant sa famille n’est pas toujours retenu par tous les historiens, en raison de son caractère tardif : il est en effet rédigé cinq siècles après la vie de l'évêque. Il faut cependant remarquer que la même source donne Bodogisel comme père de saint Arnulf, l'ancêtre des carolingiens. Or, la plus grande partie des historiographes du Moyen Âge s'en tiennent à la Commemoratio genealogiae domni Karoli gloriossimi imperatoris, qui donne saint Arnoul comme descendant des Ansbertiens. La Vita Gundulfi donne des informations généalogiques qui contredisent la Commemoratio.
Christian Settipani exclut l'hypothèse d'un faussaire, arguant que l'intérêt et les habitudes des faussaires médiévaux serait plutôt de mélanger du vrai avec du faux pour faire accepter leurs falsifications. Il remarque que le diocèse de Tongres, tenu par Gundulf, fut régulièrement soumis aux attaques des Frisons, lesquelles entraînèrent plusieurs fois le transfert du siège : d'abord à  Maastricht, puis à Liège. Il pense raisonnable de supposer que des documents se sont perdus au cours de l'un des transferts avant d’être redécouverts au XIIe siècle et servir de base à la Vita Gundulfi.
| Clodéric († 508) roi de Cologne        | Clodéric († 508) roi de Cologne        | Clodéric († 508) roi de Cologne        | Clodéric († 508) roi de Cologne        | Clodéric († 508) roi de Cologne        | Clodéric († 508) roi de Cologne        |                                   |                                   |  |  |                                  |                                  | Florentin évêque de Genève (513) | Florentin évêque de Genève (513) | Florentin évêque de Genève (513) | Florentin évêque de Genève (513) | Florentin évêque de Genève (513) | Florentin évêque de Genève (513) |                                   |                                   | Artémie                             | Artémie                             | Artémie                             | Artémie                             | Artémie                             | Artémie                             |                                         |                                         |                                         |                                         |                                         |                                         |  |  |  |  |  |  |  |  |  |  |  |  |  |  |
| Clodéric († 508) roi de Cologne        | Clodéric († 508) roi de Cologne        | Clodéric († 508) roi de Cologne        | Clodéric († 508) roi de Cologne        | Clodéric († 508) roi de Cologne        | Clodéric († 508) roi de Cologne        |                                   |                                   |  |  |                                  |                                  | Florentin évêque de Genève (513) | Florentin évêque de Genève (513) | Florentin évêque de Genève (513) | Florentin évêque de Genève (513) | Florentin évêque de Genève (513) | Florentin évêque de Genève (513) |                                   |                                   | Artémie                             | Artémie                             | Artémie                             | Artémie                             | Artémie                             | Artémie                             |                                         |                                         |                                         |                                         |                                         |                                         |  |  |  |  |  |  |  |  |  |  |  |  |  |  |
|                                        |                                        |                                        |                                        |                                        |                                        |                                   |                                   |  |  |                                  |                                  |                                  |                                  |                                  |                                  |                                  |                                  |                                   |                                   |                                     |                                     |                                     |                                     |                                     |                                     |                                         |                                         |                                         |                                         |                                         |                                         |  |  |  |  |  |  |  |  |  |  |  |  |  |  |
|                                        |                                        |                                        |                                        |                                        |                                        |                                   |                                   |  |  |                                  |                                  |                                  |                                  |                                  |                                  |                                  |                                  |                                   |                                   |                                     |                                     |                                     |                                     |                                     |                                     |                                         |                                         |                                         |                                         |                                         |                                         |  |  |  |  |  |  |  |  |  |  |  |  |  |  |
| Mundéric († 532) prétendant austrasien | Mundéric († 532) prétendant austrasien | Mundéric († 532) prétendant austrasien | Mundéric († 532) prétendant austrasien | Mundéric († 532) prétendant austrasien | Mundéric († 532) prétendant austrasien |                                   |                                   |  |  |                                  |                                  | Ne                               | Ne                               | Ne                               | Ne                               | Ne                               | Ne                               |                                   |                                   | Gundulf († 591) patrice de Provence | Gundulf († 591) patrice de Provence | Gundulf († 591) patrice de Provence | Gundulf († 591) patrice de Provence | Gundulf († 591) patrice de Provence | Gundulf († 591) patrice de Provence |                                         |                                         |                                         |                                         |                                         |                                         |  |  |  |  |  |  |  |  |  |  |  |  |  |  |
| Mundéric († 532) prétendant austrasien | Mundéric († 532) prétendant austrasien | Mundéric († 532) prétendant austrasien | Mundéric († 532) prétendant austrasien | Mundéric († 532) prétendant austrasien | Mundéric († 532) prétendant austrasien |                                   |                                   |  |  |                                  |                                  | Ne                               | Ne                               | Ne                               | Ne                               | Ne                               | Ne                               |                                   |                                   | Gundulf († 591) patrice de Provence | Gundulf († 591) patrice de Provence | Gundulf († 591) patrice de Provence | Gundulf († 591) patrice de Provence | Gundulf († 591) patrice de Provence | Gundulf († 591) patrice de Provence |                                         |                                         |                                         |                                         |                                         |                                         |  |  |  |  |  |  |  |  |  |  |  |  |  |  |
|                                        |                                        |                                        |                                        |                                        |                                        |                                   |                                   |  |  |                                  |                                  |                                  |                                  |                                  |                                  |                                  |                                  |                                   |                                   |                                     |                                     |                                     |                                     |                                     |                                     |                                         |                                         |                                         |                                         |                                         |                                         |  |  |  |  |  |  |  |  |  |  |  |  |  |  |
|                                        |                                        |                                        |                                        |                                        |                                        |                                   |                                   |  |  |                                  |                                  |                                  |                                  |                                  |                                  |                                  |                                  |                                   |                                   |                                     |                                     |                                     |                                     |                                     |                                     |                                         |                                         |                                         |                                         |                                         |                                         |  |  |  |  |  |  |  |  |  |  |  |  |  |  |
|                                        |                                        | Gundulf († 607) évêque de Tongres      | Gundulf († 607) évêque de Tongres      | Gundulf († 607) évêque de Tongres      | Gundulf († 607) évêque de Tongres      | Gundulf († 607) évêque de Tongres | Gundulf († 607) évêque de Tongres |  |  | Bodogisel († 585) duc et patrice | Bodogisel († 585) duc et patrice | Bodogisel († 585) duc et patrice | Bodogisel († 585) duc et patrice | Bodogisel († 585) duc et patrice | Bodogisel († 585) duc et patrice |                                  |                                  | Ne                                | Ne                                | Ne                                  | Ne                                  | Ne                                  | Ne                                  |                                     |                                     | Mummolin comte à Soissons (566)         | Mummolin comte à Soissons (566)         | Mummolin comte à Soissons (566)         | Mummolin comte à Soissons (566)         | Mummolin comte à Soissons (566)         | Mummolin comte à Soissons (566)         |  |  |  |  |  |  |  |  |  |  |  |  |  |  |
|                                        |                                        | Gundulf († 607) évêque de Tongres      | Gundulf († 607) évêque de Tongres      | Gundulf († 607) évêque de Tongres      | Gundulf († 607) évêque de Tongres      | Gundulf († 607) évêque de Tongres | Gundulf († 607) évêque de Tongres |  |  | Bodogisel († 585) duc et patrice | Bodogisel († 585) duc et patrice | Bodogisel († 585) duc et patrice | Bodogisel († 585) duc et patrice | Bodogisel († 585) duc et patrice | Bodogisel († 585) duc et patrice |                                  |                                  | Ne                                | Ne                                | Ne                                  | Ne                                  | Ne                                  | Ne                                  |                                     |                                     | Mummolin comte à Soissons (566)         | Mummolin comte à Soissons (566)         | Mummolin comte à Soissons (566)         | Mummolin comte à Soissons (566)         | Mummolin comte à Soissons (566)         | Mummolin comte à Soissons (566)         |  |  |  |  |  |  |  |  |  |  |  |  |  |  |
|                                        |                                        |                                        |                                        |                                        |                                        |                                   |                                   |  |  |                                  |                                  |                                  |                                  |                                  |                                  |                                  |                                  |                                   |                                   |                                     |                                     |                                     |                                     |                                     |                                     |                                         |                                         |                                         |                                         |                                         |                                         |  |  |  |  |  |  |  |  |  |  |  |  |  |  |
|                                        |                                        |                                        |                                        |                                        |                                        |                                   |                                   |  |  |                                  |                                  |                                  |                                  |                                  |                                  |                                  |                                  |                                   |                                   |                                     |                                     |                                     |                                     |                                     |                                     |                                         |                                         |                                         |                                         |                                         |                                         |  |  |  |  |  |  |  |  |  |  |  |  |  |  |
|                                        |                                        |                                        |                                        |                                        |                                        |                                   |                                   |  |  |                                  |                                  |                                  |                                  |                                  |                                  |                                  |                                  | Babon ambassadeur à Byzance (585) | Babon ambassadeur à Byzance (585) | Babon ambassadeur à Byzance (585)   | Babon ambassadeur à Byzance (585)   | Babon ambassadeur à Byzance (585)   | Babon ambassadeur à Byzance (585)   |                                     |                                     | Bodogisel († 589) ambassadeur à Byzance | Bodogisel († 589) ambassadeur à Byzance | Bodogisel († 589) ambassadeur à Byzance | Bodogisel († 589) ambassadeur à Byzance | Bodogisel († 589) ambassadeur à Byzance | Bodogisel († 589) ambassadeur à Byzance |  |  |  |  |  |  |  |  |  |  |  |  |  |  |
|                                        |                                        |                                        |                                        |                                        |                                        |                                   |                                   |  |  |                                  |                                  |                                  |                                  |                                  |                                  |                                  |                                  | Babon ambassadeur à Byzance (585) | Babon ambassadeur à Byzance (585) | Babon ambassadeur à Byzance (585)   | Babon ambassadeur à Byzance (585)   | Babon ambassadeur à Byzance (585)   | Babon ambassadeur à Byzance (585)   |                                     |                                     | Bodogisel († 589) ambassadeur à Byzance | Bodogisel († 589) ambassadeur à Byzance | Bodogisel († 589) ambassadeur à Byzance | Bodogisel († 589) ambassadeur à Byzance | Bodogisel († 589) ambassadeur à Byzance | Bodogisel († 589) ambassadeur à Byzance |  |  |  |  |  |  |  |  |  |  |  |  |  |  |
|                                        |                                        |                                        |                                        |                                        |                                        |                                   |                                   |  |  |                                  |                                  |                                  |                                  |                                  |                                  |                                  |                                  |                                   |                                   |                                     |                                     |                                     |                                     |                                     |                                     | saint Arnulf évêque de Metz             |                                         |                                         |                                         |                                         |                                         |  |  |  |  |  |  |  |  |  |  |  |  |  |  |

## Sources

### Liens
- Notices d'autorité :   - VIAF
  - GND
  - Pays-Bas